# پرچم جمهوری دموکراتیک کنگو
پرچم جمهوری دموکراتیک کنگو برای اولین بار در ۱۸ فوریه ۲۰۰۶ به رسمیت شناخته شد و به‌عنوان پرچم ملی و نشان ملی شناخته می‌شود و همچنین دارای تناسب ۳:۴ می‌باشد.

## نگارخانه